# Кравчук Борис Миколайович
Борис Миколайович Кравчук (нар. 25 травня 1952) — радянський український футболіст, нападник.

## Життєпис
Футбольну кар'єру розпочав у 1970 році в складі клубу другої союзної ліги «Автомобіліст» (Житомир). У своєму дебютному сезоні вийшов на пое в 1-у поєдинку радянської першості, наступний сезон відіграв у дублі «автомобілістів». З 1972 року став гравцем основної обойми житомирського клубу, за який з того року встиг відіграти 103 матчі та відзначитися 4-а голами.
У 1975 році отримав пропозицію перейти до дніпропетровського «Дніпра». У Вищій лізі радянського чемпіонату дебютував 16 квітня 1975 року в програному (0:3) виїзному поєдинку 2-о туру проти єреванського «Арарату». Борис вийшов на поле на 46-й хвилині, замінивши Романа Шнейдермана. У дебютному сезоні в складі «Дніпра» зіграв у 29 матчах чемпіонату СРСР. Наступний рік Борис також розпочав у першій команді, за яку наприкінці березня — в квітні зіграв 4 матчі у Вищій лізі та в 1-му поєдинку кубку СРСР. Після чого був переведений до дубля дніпропетровців, у складі якого виступав до завершення сезону 1978 року.
У 1979 році переходить до складу друголігового клубу «Амур» (Комсомольськ-на-Амурі), в якому виступав до завершення сезону. У 1980 році зіграв 1 поєдинок за аматорський колектив «Шкіряник» (Бердичів).